# Ratni zločini Armije RBiH nad Hrvatima u ratu u BiH
Sukobi između Hrvata i Muslimana-Bošnjaka počeli su u jesen 1992. godine. Tijekom muslimansko-hrvatskih sukoba više od 1600 Hrvata izgubilo je život u ratnim zločinima (onako kako međunarodna zajednica definira ratni zločin). Među onima koji su život izgubili u masovnim zločinima bilo je i 1088 civila. 
Za vrijeme sukoba Armije RBiH i HVO-a s područja Federacije, a iz općina u kojima se ratovalo, izbjeglo ili prognano 144.000 Hrvata. U tom broju nisu obuhvaćeni Hrvati izbjegli iz Sarajeva i nekih drugih mjesta, u kojima nije bilo izravnog ratnog sukoba. Opće je prihvaćeno da je iz Lašvanske doline izbjeglo ili prognano preko 66.000 Hrvata. 
Samo u Srednjoj Bosni pripadnici ARBiH ubili su 1051 hrvatskog civila, od čega 121 hrvatsko dijete. Premda postoje fotografski i videozapisi koji pokazuju i dokazuju tko je ta nedjela napravio, počinitelji nisu kažnjeni.
U nastavku će biti ukratko predstavljeni samo neki od većih ratnih zločina ili zločini koji su imali naročit odraz na neka kasnija događanja na prostorima srednje Bosne.

## 1993.

### Siječanj 1993.
12. siječnja 1993.
- Lužani (Uskoplje) - Muslimanske snage su napale hrvatsko selo Lužani i učinili pokolj nad Hrvatima (ubijeno i masakrirano više civila). Cilj je bio ovladati prometnicom koja od Tomislavgrada vodi u Srednju Bosnu. Pripadnici HVO-a su uzvratili na napade. U tim borbama poginula su 64 pripadnika HVO-a, a 19 ih je ranjeno.

19. siječnja 1993.
- Gusti Grab (Busovača) - pripadnici ARBiH masakrirali 5 staraca u dobi između 70-80 godina.

26. siječnja 1993.
- Dusina (Lašvanska dolina), otet je zapovjednik HVO-a, a 4 od 5 njegovih pratilaca je ubijeno. Nekoliko sela (Višnjica, Lašva, Dusina…) je etnički očišćeno, prognano je više od 3.000, a dio civila je korišten kao živi vojni štit.

### Ožujak 1993.
23. ožujka 1993.
- Orlište (Konjic) - ubijena 4 civila dobi između 70-80 godina.

### Travanj 1993.
5. travnja 1993.
- Šušanj (Zenica) - ubijeno 17 civila, mahom starijih osoba koji su ostali u selu i dočekali ARBiH nakon povlačenja HVO-a.

16. travnja 1993.
- Trusina (Konjic) - između 8 i 9 sati ujutro, u napadu na selo Trusina u sat vremena ubijeno je 16 civila i 6 zarobljenih vojnika HVO-a. Pripadnici ARBiH su išli od kuće do kuće i ubijali civile koje bi tamo zatekli, a od dijela civila su napravili tzv. živi štit te krenuli na brdo Križ gdje su uz prijetnje da će civile ubiti, natjerali pripadnike HVO-a (seljaci koji su branili selo) na predaju te ih strijeljali.

17./18. travnja 1993.
- Bilivode (Zenica) - ubijeno 4 civila. Ubijali ih pripadnici ARBiH i naoružani muslimanski civili. Tijela su spaljena.

18. travnja 1993.
- Grm (Zenica) - ubijeno 6 civila. Tri starca su živa zapaljena.

24. travnja 1993.
- Miletići (Travnik) - ubijeno i izmasakrirano 5 civila.

### Lipanj 1993.
8. lipnja 1993.
- Čukle (Travnik) - ubijeno 9 civila i 12 zarobljenih pripadnika HVO.

8. lipnja 1993. 
- Krpeljići (Travnik) - ubijeno 7 civila. UNPROFOR je tijela našao u selu, prebacio ih u Guču Goru i sahranio u crkvenom dvorištu.

8. lipnja 1993. 
- Maljine (Travnik) - na lokalitetu Bikošima strijeljano 30 zarobljenih ranjenika HVO i civila. Pri iskapanju tijela uočeno je da su u masovnoj grobnici nađeni naknadni zahvati kojima je bio cilj prikriti tragove zločina.

10. lipnja 1993.
- Vitez - od granate ispaljene s položaja ARBiH na dječje igralište u Vitezu, poginulo je 8 djece dobi od 9 do 15 godina.

13. lipnja 1993.
- Kraljeva Sutjeska (Kakanj) - ubijena 4 civila i spaljene kuće.

13. lipnja 1993. 
- Drenovnik (Kakanj) - ubijeno 17 civila žene, djeca i starci.

13. lipnja 1993. 
- Slapnica (Kakanj) - ubijeno 9 civila.

16. lipnja 1993.
- Busovačke Staje (Busovača) - ubijene 22 osobe iz humanitarnog konvoja (14 civila i 8 pripadnika HVO, pratilaca konvoja kroz područje Busovačke planine).

18. lipnja 1993.
- Ljubunci, zaselak Jurići - 3 osobe.

### Srpanj 1993.
17. – 28. srpnja 1993.
- Vrbanja - počinili vojnici ARBiH i mudžahedini.

28. srpnja 1993.
- Doljani (Jablanica) - pri upadu pripadnika ARBiH u selo, u jeku žetvenih radova pokupljeno i ubijeno 37 osoba - 8 civila i 29 vojnih obveznika, od kojih je najveći broj u trenutku upada u selo bio zatečen nenaoružan na žetvenim radovima. Oko 180 civila, mahom žena i djece korišteno je pri izvlačenju kao živi zid, da bi potom bili odvedeni i internirani u logoru u Jablanici.

### Kolovoz 1993.
Srpanj / kolovoz 1993. (točan datum nepoznat) 
- Etničko čišćenje Hrvata u Bugojnu - u obredima inicijacije, u svojevrsnom dance macabre (Triumfalno vitlanje sjekirom nakon upravo izvršena dekapitacije žrtava), uz mentorstvo arapskih dobrovoljaca, pripadnici ARBiH masakrirali su i ubili tzv. bugojansku skupinu koju je činio 21 zatočeni pripadnik HVO, bez obzira na to što su svi prethodno kao ratni zarobljenici evidentirani od strane Međunarodnog crvenog križa. Primjer pravog etničkog čišćenja je općina Bugojno. Tu je prema popisu iz 1991. živjelo 15993 Hrvata (34,2%) a nakon ratnih sukoba ostalo je 1374. Ukupno je ubijeno 119 Hrvata, a ostali su pobjegli. Na stadionu NK Iskre je bilo 292 zatočenika, gdje su bili mučeni, a o 21 logorašu se ništa ne zna. Opljačkano je preko 3000 hrvatskih kuća, minirano ih je 1480 a 1070 oštećeno. U gradu su uništena sva katolička groblja.

16. kolovoza 1993.
- Kiseljak (Žepče) - prilikom upada u selo ubijeno 15 civila, među kojima je bilo i djece. Nedugo potom, nakon što su bili opkoljeni od strane HVO, pripadnici ARBiH su zarobili 23 civila koja su koristili kao živi štit pri izvlačenju iz obruča HVO. 23 zarobljena civila, među kojima ponajviše žena i djece, bili su kasnije predmetom razmjene zarobljenika između 303. slavne brdske brigade ARBiH i lokalnog HVO.

### Rujan 1993.
5. rujna 1993.
- Zabilje (Vitez) - ubijeno 13 zarobljenih osoba (4 civila i vojnika HVO).

9. rujna 1993.
- Grabovica (Mostar) - u dubini teritorija kojeg je kontrolirala ARBiH ubijena su 32 civila, uglavnom starci, žene i djeca koji su ostali u selu i nakon što su pripadnici ARBiH zauzeli selo. Šire područje sela Grabovica se nalazilo pod kontrolom pripadnika Armije RBiH od 10. svibnja 1993. i u vrijeme počinjenog masakra bilo je udaljeno od svih linija dodira ili sukoba više od 35 km.

10. rujna 1993.
- Vrbica kod Zavidovića - pripadnici Armije RBiH ubili šest hrvatskih civila.

14. rujna 1993.
- Uzdol (Prozor) - prilikom upada u selo ubijena 41 osoba (29 civila i 12 pripadnika HVO).

16. rujna 1993.
- Hudutsko (Prozor) - pripadnici Armije RBiH provalili u selo i zarobili 25 vojnika HVO-a, trojicu strpali su u logor Muzej u Jablanici, a ostale zarobljenike (22) strijeljali.

### Listopad 1993.
18. listopada 1993.
- Kopijari (Kopljari) - pripadnici Armije RBiH ubili šestoro hrvatskih civila i nepoznati broj zarobljenih pripadnika HVO-a.

30. listopada 1993.
- Vareš - prilikom osvajanja Vareša u samom je gradu ubijeno 17 civila koji se nisu htjeli povući s pripadnicima HVO-a, vjerujući da im se ne može dogoditi ništa ako dođe ARBiH. Istodobno u selu Borovica zapaljeno do temelja 320 obiteljskih kuća. Općina u kojoj su Hrvati bili većina etnički je gotovo potpunoma očišćena od Hrvata.

### Studeni 1993.
13. studenoga 1993.
- Fojnica - Predsjednik predsjedništva BiH, Alija Izetbegović je nakon Bugojna posjetio pripadnike Armije RBiH stacionirane u Fojnici. Tog dana su u Fojnici, u prostorijama franjevačkog samostana Duha Svetog hicima iz vatrenog oružja pripadnici zloglasne Frkine jedinice iz sastava ARBiH (316. brigada) ubili: fra Nikica Miličević - župnik i gvardijan samostana te njegov zamjenik i samostanski vikar fra Leon Mato Migić. Samostan se nalazi na prostoru kojeg kontrolira Armija RBiH. Ovo ubojstvo izvršili su pripadnici 302. motorizirane brigade Armije RBiH iz Visokog, Miralem Čengić, Nedim Zerdo, Samin Mušinbegović i Vahid Begić.

Za ovo su kazneno djelo procesuirali Miralema Čengića i osudili ga na 11, odnosno na 15 godina zatvora, te sudionike Nedima Zerdu, Samina Mušinbegovića i Vahida Begića na po šest mjeseci zatvora. Detaljnim uvidom u ovaj kazneni predmet jasno je, međutim, da gore spomenuti sudovi nisu utvrdili pravu istinu. Nisu utvrdili niti prave razloge, motive i pobude zbog kojih je ubojica na tako svirep, surov i nedoličan način u prostorijama našega samostana strijeljao gvardijana fra Nikicu Miličevića i vikara fra Leona Migića, koji su tada obnašali službu Uprave Samostana u Fojnici. Jasno je također da je u procesuiranju vojni tužitelj ubojicu i ratnog zločinca Miralema Čengića stavio u najbolji mogući kazneno-pravni položaj i tako vješto izbjegao jedino moguću pravnu kvalifikaciju za ovaj zločinački čin, a to je: kazneno djelo protiv čovječnosti i međunarodnog prava. Niti jednom riječju tužitelj ne donosi mogućnost da je netko ovaj ratni zločin planirao i naredio. Nadalje, u presudi ne stoji napisana niti jedna riječ koja bi upućivala na mogućnost da se ovo dvostruko ubojstvo dovede u kontekst zločina vojnika protiv civila, zločina iz mržnje prema drugom narodu – dakle: organiziranog ratnog zločina. Nije jasno zašto su ubojica Miralem Čengić i ostali privedeni tek četiri mjeseca nakon počinjenja teškog zločina? Zašto se toliko čekalo? Zašto je tadašnji predsjednik BiH Alija Izetbegović, samo nekoliko mjeseci nakon presude, ubojici dao čak tri pomilovanja, i nakon četvrtog pomilovanja od strane ondašnjeg predsjednika FBiH Ejupa Ganića, ubojica je već bio na slobodi. Sve ovo upućuje na opravdanu sumnju da je procesuiranje ubojice i ostalih sudionika bila samo dobro izrežirana predstava kako bi se zapravo javnosti skrenula pozornost s prave istine i kako bi se prikrili pravi zločinci, tj. oni koji su ovaj zločin planirali i naredili. Svjedok toga zločina prof. dr. fra Vitomir Slugić izjavio je da se okrutno ubojstvo, koje je bilo smišljeno, svelo na sudu na ubojstvo u krčmi. Dakle, ne radi se o običnom ubojstvu, nego o strijeljanju, a ta riječ uključuje prethodno planiranje i naredbu. Ovo je klasični organizirani ratni zločin.

### Prosinac 1993.
22. prosinca 1993.
- Križančevo selo (Vitez) - prilikom upada u selo ubijene 74 osobe (vojnici i civili). Za dio vojnika se pouzdano znade da su bili živi zarobljeni.[2]

## 1994.

### Siječanj 1994.
9. siječnja 1994.
- Buhine Kuće (Vitez) - prilikom upada Armije RBiH u selo ubijeno 26 osoba - civila i pripadnika HVO.